# تئاتر ملی جدید توکیو
تئاتر ملی جدید توکیو (به ژاپنی: 新国立劇場, Shin Kokuritsu Gekijō)) اولین و مهمترین مرکز ملی ژاپن برای هنرهای نمایشی، از جمله اپرا،  باله (رقص)، رقص معاصر  و درام است.